# Plaza de toros de Ledesma
La plaza de toros de Ledesma (Salamanca) está catalogada como de tercera categoría, contando con un aforo de cuatro mil espectadores. Es propiedad de Ignacio López-Chaves Rodríguez. Se ubica al sur del municipio, en la zona de Peña Pajar.

## Historia
Es un coso más que centenario, ya que se construyó en 1914 por el arquitecto Santiago Madrigal. La plaza tiene un estilo ecléctico donde las mayores connotaciones son de estilo neomudéjar. Su parte exterior está realizada con sillarejo de granito y por dentro con bancos corridos de piedra de buena sillería La plaza es una construcción que suma al importante patrimonio de Ledesma.
La inauguración data de 1915 un catorce de mayo, donde se lidiaron reses de los Melliezos y Fuenteliante para los diestros Pacomio y Malla. En el año 2015 celebró su centenario siendo empresario del coso José Ignacio Carcón,. 
Anteriormente a la construcción de la plaza, los festejos taurinos en esta localidad charra de Ledesma se llevaban a cabo en el Patio de Armas de la Fortaleza y en la Plaza Mayor del municipio. Así fue durante años, hasta que en 1914 un grupo de aficionados ledesminos crearon una sociedad anónima para construir el proyecto de Santiago Madrigal.

## Feria taurina
La tradición taurina en Ledesma se remonta a mediados del siglo XVII, cuando ya celebraban con toros la festividad religiosa de los Corpus, la más arraigada en la cultura del lugar Desde entonces celebra su feria taurina en esas fechas, además, desarrolla un Bolsín Taurino para novilleros que se desarrolla a principios de temporada.